# Квинт Росций Гал
Квинт Росций Гал (на латински: Quintus Roscius Gallus; * 126 пр.н.е.; † 62 пр.н.е.) е римски артист.
Роден е като освободен роб в Солониум при Ланувиум. Приятен е на вид, грациозен, елегантен и мускулест и има големи успехи на сцената. Проучва жестиката и изявата на най-изисканите защитници на Римски форум, особено Квинт Хортензий Хортал и дава уроци, например на Цицерон. Росций пише труд, в който сравнява артистите с реториците.
Консулът Квинт Лутаций Катул пише четиристишие в негова чест, диктаторът Сула му подарява златен пръстен, знака на конниците.
Също като съвременника му поета Клодий Езоп (Clodius Aesopus) той натрупва голямо богатство. През 76 пр.н.е. e съден от Гай Фаний Череа (Gaius Fannius Chaerea) за 50 000 сестерци и е защитаван от Цицерон с прочута реч.